# Louise-Sophie de Schleswig-Holstein-Sonderbourg-Augustenbourg
La princesse Louise-Sophie de Schleswig-Holstein-Sonderbourg-Augustenbourg (allemand: Feodora Luise Sophie Adelheid Henriette Amalie ; 8 avril 1866 - 28 avril 1952) est une membre de la Maison de Schleswig-Holstein-Sonderbourg-Augustenbourg, fille de Frédéric VIII, duc de Schleswig-Holstein et d'Adélaïde de Hohenlohe-Langenbourg.

## Famille
Louise est le sixième enfant et la troisième fille de Frédéric VIII, duc de Schleswig-Holstein et d'Adélaïde de Hohenlohe-Langenbourg. Elle est la plus jeune sœur d'Augusta-Victoria, Impératrice d'Allemagne et d'Ernest-Gonthier, duc de Schleswig-Holstein.
Ses grands-parents paternels étaient Christian-Auguste, duc d'Augustenburg et Louise-Sophie, comtesse Danneskiold-Samsøe. Ses grands-parents maternels étaient Ernst Christian Carl IV, duc de Hohenlohe-Langenburg et la princesse Théodora de Leiningen, demi-sœur de la reine Victoria. La princesse est donc une petite-nièce de la reine Victoria et une cousine issue de germains de la Kaiserin Victoria, fille de la reine Victoria. 
En 1881, sa sœur aînée épouse le prince Guillaume de Prusse qui en 1888 succède à son père sur les trônes de Prusse et d'Allemagne sous le nom de Guillaume II.

## Mariage et descendance
Le 24 juin 1889, Louise épouse le prince Frédéric-Léopold de Prusse. Il est le plus jeune enfant et seul fils du prince Frédéric-Charles de Prusse, un grand petit-fils de Frédéric-Guillaume III, surnommé « le prince rouge » qui s'est distingué sur les champs de bataille dans les années 1860/70 notamment lors de la guerre victorieuse contre le Danemark qui a dépossédé la maison d'Augustenbourg de ses terres (mais aussi connu pour son comportement violent dans le cadre familial) et de la princesse Marie-Anne d'Anhalt-Dessau. Leur décision de se marier confirme que les anciennes rancœurs pouvaient être oubliées (le père du marié avait joué un rôle important dans la victoire de la Prusse contre le Danemark au Schleswig-Holstein lors de la Guerre des Duchés).
Le mariage du cousin de l'empereur avec la sœur de l'impératrice se tient en grande pompe au château de Charlottenbourg à Berlin. Un observateur écrit que les cérémonies « ont été réalisées avec toute la splendeur qu'exige un tel événement, et qui a montré que l'Empereur est prêt à ne rien oublier de la traditionnelle pompe de ses prédécesseurs, que dis-je, même de les augmenter ». De nombreux et importants membres des familles royales européennes assistent au mariage dont le beau-frère de Louise, l'empereur Guillaume et George Ier de Grèce. Le couple aura quatre enfants :
- Victoria-Marguerite (17 avril 1890 – 9 septembre 1923), épousa le prince Heinrich XXXIII de Reuss le 17 mai 1913, et divorça en 1922. Ils ont deux enfants.
- Frédéric-Sigismond (17 décembre 1891 – 6 juillet 1927), épousa la princesse Marie-Louise de Schaumbourg-Lippe (une fille de la princesse Louise de Danemark), le 27 avril 1916. Ils ont deux enfants.
- Frédéric-Charles (6 avril 1893 – 6 avril 1917); médaillé olympique allemand en sport équestre ; mort au front.
- Frédéric-Léopold (27 août 1895[3] – 27 novembre 1959)

La princesse Louise a eu plusieurs accidents. En 1896, la princesse et l'une de ses dames de compagnie traverse la glace lors d'une séance de patinage près de château de Glienicke à Potsdam. Bien qu'elles s'en sortent, le prince Friedrich se voit reprocher l'accident par Guillaume II et est consigné pendant deux semaines dans ses appartements. Selon une source, Guillaume II adressa des reproches au prince Friedrich pour son indifférence envers sa femme. L'année suivante, Louise glisse et tombe de sa selle à cheval, et est traînée quelque distance. Elle est finalement sauvée par son mari et un aide-de-camp.
Louise représente souvent sa sœur l'Impératrice lors d'engagements sociaux et de visites à l'hôpital. Elle est victime de plusieurs tragédies personnelles, avec la mort jeune de trois de ses enfants ; Friedrich Karl est mort de ses blessures pendant la Première Guerre mondiale en 1917, Victoria est morte de la grippe en 1923, et Friedrich Sigismond est mort après une chute de cheval en 1927. Louise meurt le 28 avril 1952, à l'âge de 86 ans, à Bad Nauheim, Allemagne.